# La historia de Jayne Mansfield
La historia de Jayne Mansfield (The Jayne Mansfield Story) es una película para la televisión realizada en 1980, dirigida por Dick Lowry y protagonizada por Loni Anderson y Arnold Schwarzenegger.
Loni Anderson interpreta a la voluptuosa estrella de cine Jayne Mansfield y Arnold Schwarzenegger al culturista húngaro y marido de Mansfield Mickey Hargitay.